# 秩父生協病院
秩父生協病院（ちちぶせいきょうびょういん）は、医療生協さいたま生活協同組合が埼玉県秩父市に設置する病院。

## 概要
救急告示病院。2019年度の1日あたりの外来平均患者数は患者数は65.2。入院患者数は一般病床 37.4、療養病床 33.0。
全日本民主医療機関連合会（民医連）に加盟している。

## 沿革
- 1955年(昭和30年)9月　秩父中央診療所開設
- 1957年(昭和32年)3月　夜間診療開始
- 1965年(昭和40年)10月　秩父保健生協設立
- 1970年(昭和45年)9月　入院設備19床稼動開始
- 1976年(昭和51年)9月　第1回健康まつり開催
- 1979年(昭和54年)1月　第1期保健講座開講
- 1984年(昭和59年)1月　秩父生協病院開設（40床）
- 1985年 (昭和60年)8月　入院患者へのボランティアを開始
- 1992年(平成4年)  4月　医療生協さいたまに県内6医療生協が合併
- 1993年(平成5年)5月　基準看護特2類取得
- 1997年(平成9年)　在宅介護支援センター・秩父訪問看護ステーション開設
- 2000年(平成12年)4月　秩父生協病院  移転新築75床、療養型病棟開設（医療療養19床・介護療養21床）
- 2002年(平成14年)11月　ISO14001  取得
- 2003年(平成15年)9月　在宅介護支援センター・訪問看護ステーション別施設へ移動
- 2003年(平成15年)11月　ISO9001  取得
- 2005年(平成17年)5月　日本医療機能評価認定
- 2009年(平成21年)8月　回復期リハビリテーション病棟へ転換（35床）
- 2011年(平成23年)3月　日本医療機能評価認定

## 診療科
- 内科[2]
- 循環器科[2]
- 小児科[2]
- リハビリテーション科[2]

### 専門外来
- 禁煙外来[4]
- 訪問診療[4]

### その他
- 各種健康診断[4]
- 人間ドック[4]
- 通所リハビリテーション[4]

## 医療機関の認定
(この節の出典)
- 保険医療機関
- 労災保険指定医療機関
- 指定自立支援医療機関（精神通院医療）
- 身体障害者福祉法指定医の配置されている医療機関
- 生活保護法指定医療機関
- 結核指定医療機関
- 原子爆弾被害者医療指定医療機関
- 原子爆弾被害者一般疾病医療取扱医療機関
- 公害医療機関
- 特定疾患治療研究事業委託医療機関

## 特徴
病院の理念により、差額ベッド料（個室料）を徴収していない。

## 交通アクセス
- 西武秩父線「西武秩父駅」から西武観光バス『小鹿野役場・小鹿野車庫・栗尾方面』行き乗車「阿保」停留所より徒歩2分[6]
- 秩父本線「大野原駅」から徒歩15分[6]

## 周辺
- 秩父市立秩父第一中学校
- 秩父消防本部 秩父消防署
- 秩父市営尾田蒔大郷テニスコート

## 関連施設
- 埼玉協同病院 - 埼玉県川口市。
- 埼玉西協同病院 - 埼玉県所沢市。
- 熊谷生協病院 - 埼玉県熊谷市。